# Käglingeparken

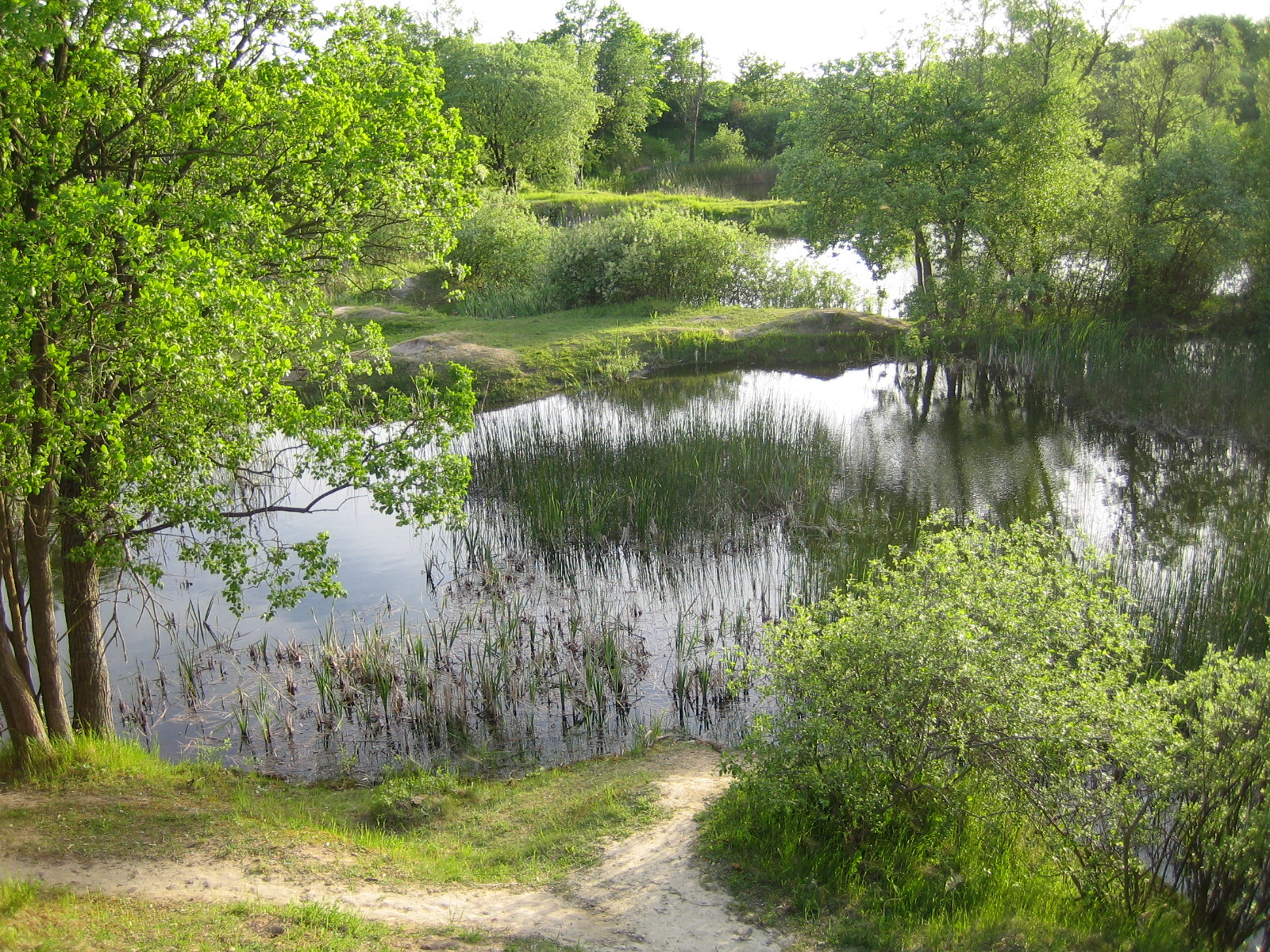
Dammar på Käglinge naturområde

Käglingeparken är ett naturområde vid Käglinge i Malmös utkant.
Området är ett gammalt grustag som gjorts om till rekreationsområde. Många av Skånes djur och växter finns representerade. Till exempel finns nio olika grodarter i dammar på området. Under våren överröstar grodornas sång fåglarnas kvitter. Grodans hus innehåller utrustning för naturstudier åt Malmös elever.
Malmö stad hänvisar till området som Käglinge naturområde.